# Christophe Mandanne
Christophe Mandanne (Tolosa, 7 febbraio 1985) è un calciatore francese, attaccante del Saint-Pierroise.

## Carriera
Ha giocato nella massima serie del campionato francese con Digione e Guingamp.

## Palmarès

### Club

#### Competizioni nazionali
- Coppa di Francia: 1

Guingamp: 2013-2014